# Jeżyce

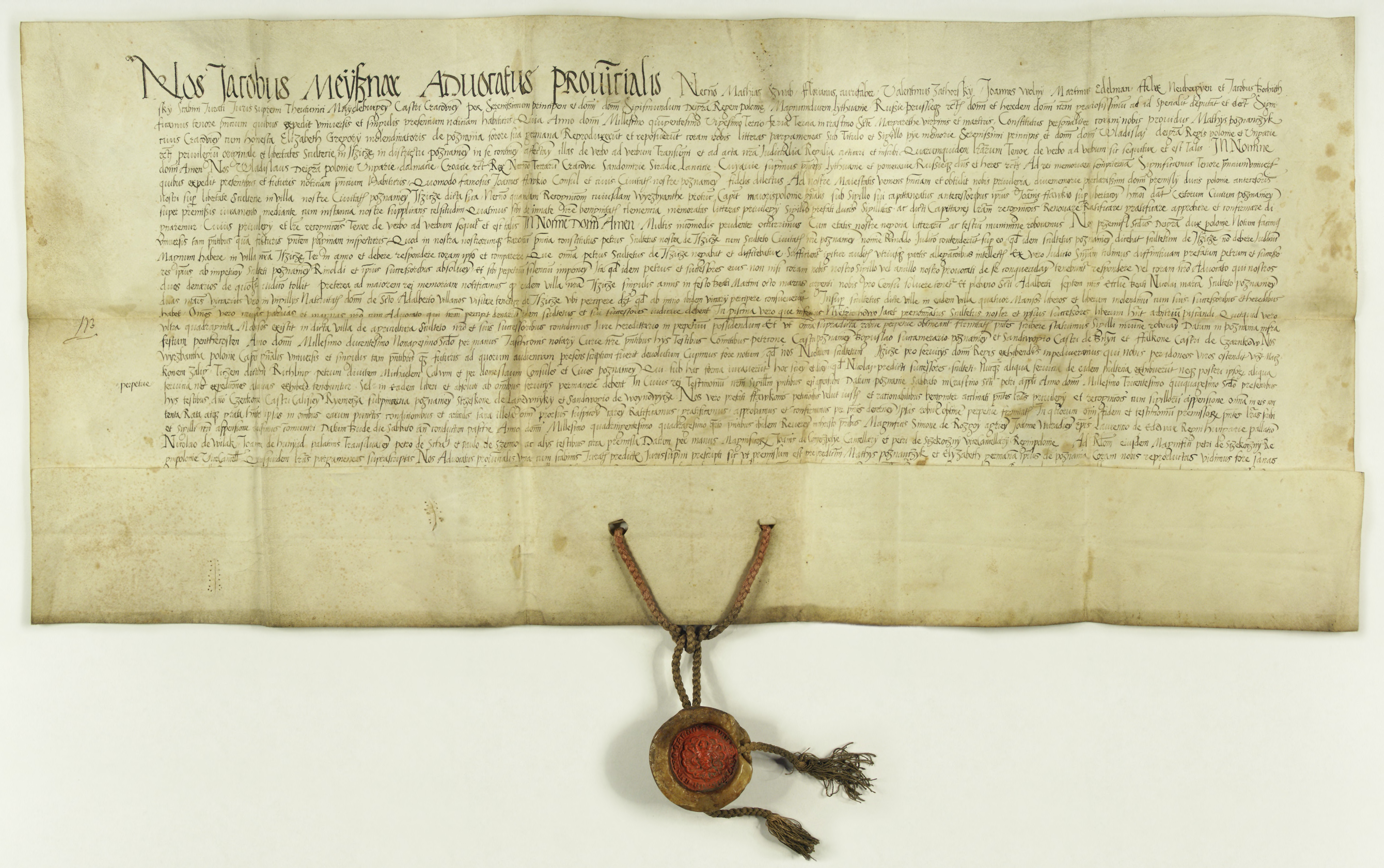
Wójt i ławnicy sądu wyższego prawa magdeburskiego w Krakowi potwierdzają dokument Przemysła II, określający wysokość świadczeń sołtysa w Jeżycach na rzecz kościoła i wójta poznańskiego. (1523)

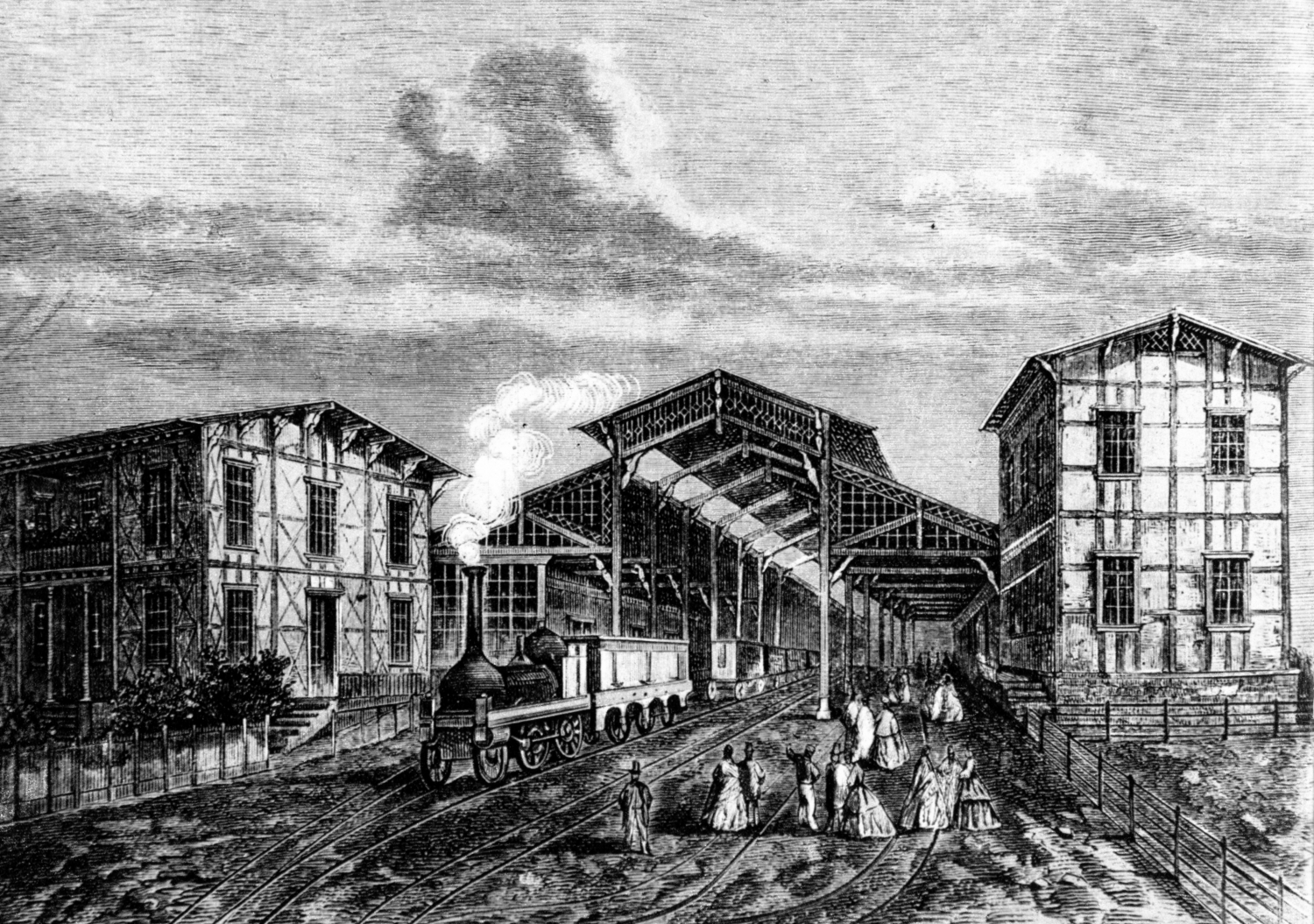
Pierwszy dworzec na Jeżycach, ilustracja z „Tygodnika Ilustrowanego” z 1863

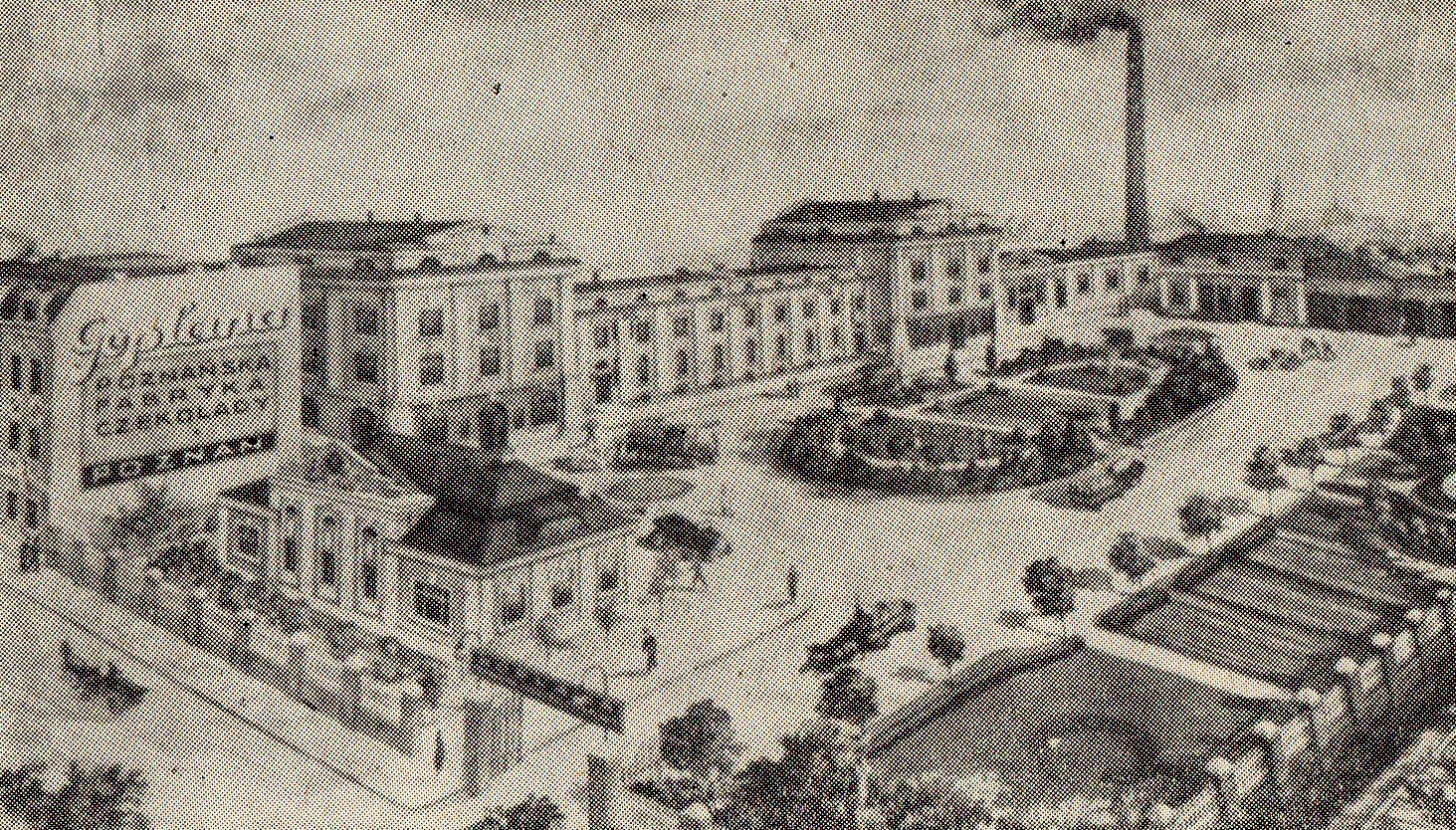
Zakłady cukiernicze „Goplana” w 1935

Jeżyce (dawniej Yssycz, Issyce, Giżyce, Gyżyce, Iżyce, Jerzyce; niem. Jersitz) – część miasta Poznania i jednocześnie obszar w Systemie Informacji Miejskiej, a również osiedle samorządowe.

## Granice
Wedle Systemu Informacji Miejskiej jednostka obszarowa Jeżyce mieści się w granicach:
- od wschodu: ulicą Roosevelta,
- od południa: ulica Bukowską,
- od zachodu: ulicą Żeromskiego,
- od północy: torami kolejowymi.

Osiedle Jeżyce graniczy:
- z Osiedlem Ogrody (granica – ulica Stanisława Przybyszewskiego, ulica Stefana Żeromskiego)
- z Osiedlem Sołacz (granica – trasa linii kolejowej nr 351)
- z Osiedlem Stare Miasto (granica – trasa linii kolejowej nr 351)
- z Osiedlem Św. Łazarz (granica – Ulica Bukowska)

## Położenie
Główną częścią Jeżyc jest Rynek Jeżycki.

## Historia
W 1253 miasto Poznań na mocy przywileju lokacyjnego wydanego przez Przemysła I i Bolesława Kaliskiego, otrzymało wiele posiadłości między innymi Issyce. Nazwa pochodziła najprawdopodobniej od imienia własnego Jerzy, mimo iż w ciągu wieków pisana była różnie: Giżyce, Iżyce, później Jeżyce i taka nazwa przetrwała do naszych czasów. Jeżyce stanowiły gospodarcze zaplecze miasta. W końcu XIII wieku sołectwo jeżyckie składało się z 4 łanów ziemi, a sołtys płacił królowi 8 grzywien srebra.
W 1392 król Władysław Jagiełło nadał sołtysowi jeżyckiemu prawo do łowienia ryb w stawie niestachowskim (Sołacz). Grunty wsi liczyły wówczas 40 łanów ziemi uprawnej. Na Jeżycach nie było folwarku, mieszkańcy wsi odrabiali pańszczyznę na folwarku wildeckim. W końcu XVI wieku działała na Jeżycach kuźnia wodna, dzierżawiona przez poznańskich kotlarzy. W początkach XVIII wieku po licznych klęskach żywiołowych nękających miasta, jednym z głównych problemów stało się ponowne zasiedlenie spustoszonych wsi i folwarków. Pierwsi koloniści z okolic Bambergu – tzw. Bambrzy – przybyli na Jeżyce w 1729 i osiedleni zostali na zasadach czynszowych.
Według danych ze spisu powszechnego w 1789 (pierwszego w Polsce) Jeżyce zamieszkiwało 265 osób. W 1819 było to już 385 mieszkańców.
Od lat 70. XIX wieku Jeżyce zaczęły zmieniać swoje oblicze. W 1848 na Jeżycach powstał pierwszy poznański dworzec kolejowy, zbudowany wraz z linią kolejową ze Stargardu do Poznania, oddaną do użytku 10 sierpnia 1848. Dworzec zlikwidowany w latach 70. XIX w. po uruchomieniu dworca w obecnym miejscu. Kolejnym krokiem było uruchomienie jednej konnej linii omnibusów kursujących z Chwaliszewa na Jeżyce. Ogród zoologiczny, element wyróżniający Jeżyce pośród innych dzielnic założony został w 1871 w miejscu likwidowanego dworca kolejowego. Począwszy od lat 80. zaczęła się rozbudowa Jeżyc – kładzenie kanalizacji, rozbudowa ulic, budowa elektrowni i elektryfikacja linii tramwajowej. Zaczęto stawiać gmachy użyteczności publicznej: szkołę, straż pożarną, kościoły służące mieszkańcom Jeżyc. Między obecnymi ulicami Bukowską a Grunwaldzką powstał duży kompleks koszar z kasynem oficerskim i zakładem umundurowania.
Datą przełomową w procesie przeobrażeń zachodzących na Jeżycach jest rok 1900, kiedy zostały one włączone w obręb miasta Poznania. Od tego czasu następuje intensyfikacja zmian, która najbardziej widoczna była w zabudowaniu. W miejsce wiejskich niskich budynków zaczęto wytyczać nowe ulice oraz stawiać wielopiętrowe kamienice czynszowe. Zlokalizowanych było wiele sklepów, warsztatów i zakładów przemysłowych. W latach 20. otwarto Ogród Botaniczny (obecnie jest to rejon Ogrodów), który do dziś jest zieloną enklawą, służącą nie tylko mieszkańcom Jeżyc, ale i całego miasta. Na samym początku miał on 2,5 ha. W pierwszej połowie lat 30. został powiększony o 11 ha. Dziś Ogród Botaniczny należy do Uniwersytetu Adama Mickiewicza i ma ok. 17 ha. Mimo silnych procesów urbanistycznych zachodzących na Jeżycach zwłaszcza na przełomie XIX/XX wieku w odróżnieniu od innych dzielnic nie zniszczono tutaj historycznego, dawnego rozplanowania wsi, które widoczne jest do dziś – kształt owalnicy dawnej wsi Jeżyce został utrwalony w przebiegu ulicy Kościelnej. XIX-wieczne Jeżyce leżąc na przedpolach twierdzy poznańskiej podlegały obostrzeniom fortecznym ograniczającym działalność budowlaną. Decyzje władz zapadające w latach 1890–1895 podniosły rangę Jeżyc. Rynek wytyczony był jako centrum. Zbudowano instytut ginekologiczny przy ul. Polnej, a w 1906 powstał kościół pod wezwaniem Najświętszego Serca Jezusa i świętego Floriana przy ulicy Kościelnej. Do 1910 obszar Jeżyc zabudowano całkowicie. Zbudowano Teatr Nowy, w którym oprócz sali ze sceną, była restauracja z orkiestrą. Ulica, wtedy Karola, a dziś  Słowackiego była bardzo luksusowa i elegancka. Budynek Szkoły Podstawowej nr 36 nie odbiegał od standardów europejskich. W 1911 oddano do użytku Most Teatralny (faktycznie jest to wiadukt), który usprawnił połączenie Jeżyc z centrum miasta. W 1927 został oddany Dom Tramwajarza, który służy mieszkańcom dzielnicy do dziś.
W okresie powojennym wybudowano bloki mieszkalne, szkoły i szpitale. Utworzono nowe zakłady pracy, przychodnie lekarskie przedszkola i żłobki. Na Jeżycach (współcześnie są to również Ogrody) przy ulicy Nowina mieści się cmentarz parafialny, na którym po 40-letniej nieużyteczności wznowiono chowanie zmarłych. Na obrzeżach tej części Poznania znajduje się jezioro Rusałka (teraz jest to teren Golęcina na osiedlu samorządowym Sołacz).

## Jeżyce w kulturze popularnej
Jeżyce są miejscem akcji popularnego cyklu powieści dla młodzieży autorstwa Małgorzaty Musierowicz pt. Jeżycjada.
Jeżycom poświęcone jest wiele tekstów rapera Peji (wł. Ryszarda Waldemara Andrzejewskiego). Są to m.in. utwory pt. „Staszica Story I”, „Staszica Story II”, „Czas przemija”. W tekstach, artysta opowiada przeróżne historie z młodości, którą spędził właśnie w tej okolicy.

## Placówki kulturalne
- Teatr Nowy (ul. Dąbrowskiego 5)

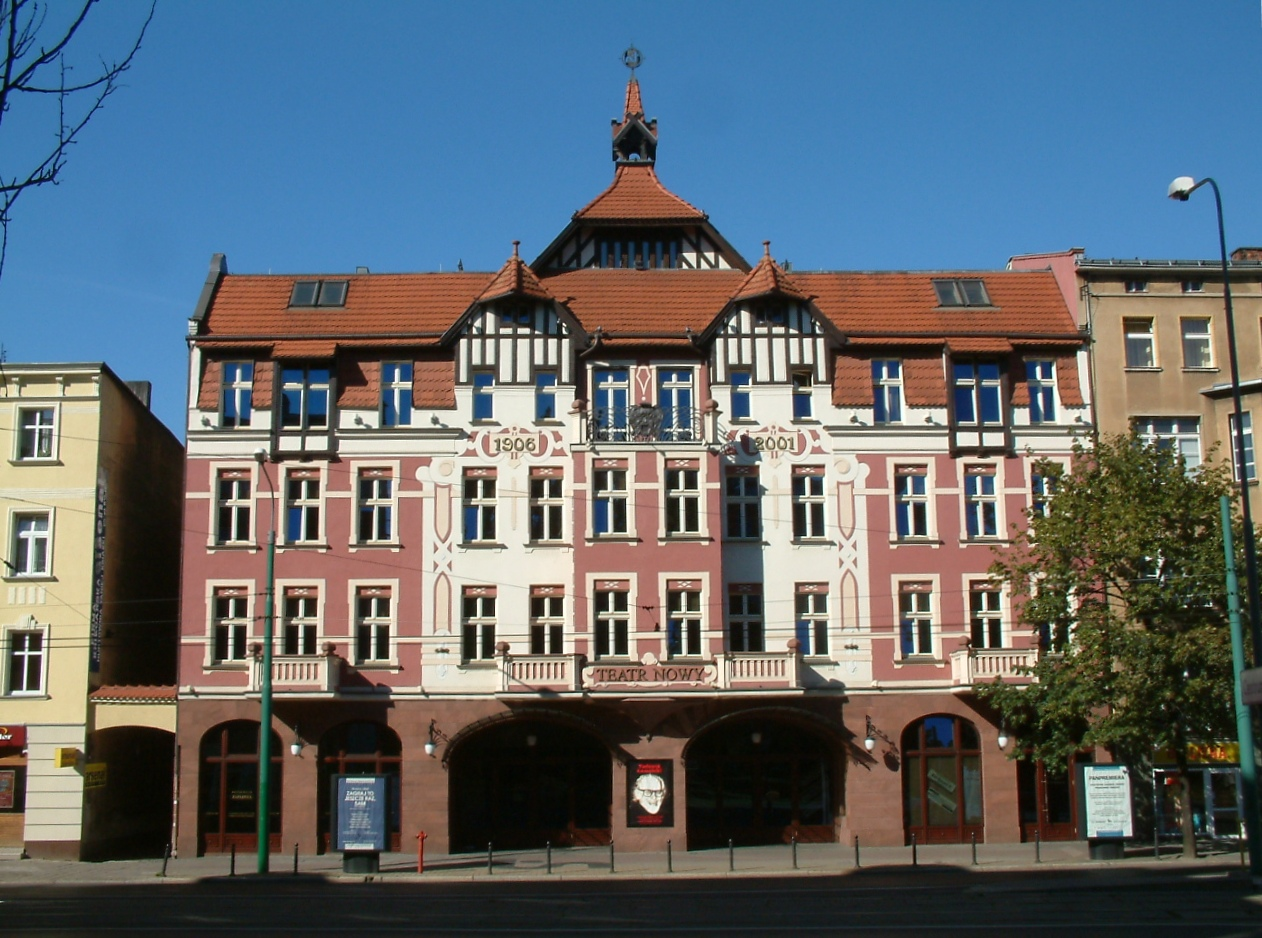
Teatr Nowy

- Dom Tramwajarza (ul. Słowackiego 19/21)
- Kino Rialto (ul. Dąbrowskiego 38)
- Klub Fantastyki „Druga Era” (ul. Słowackiego 13)

## Osoby związane z Jeżycami

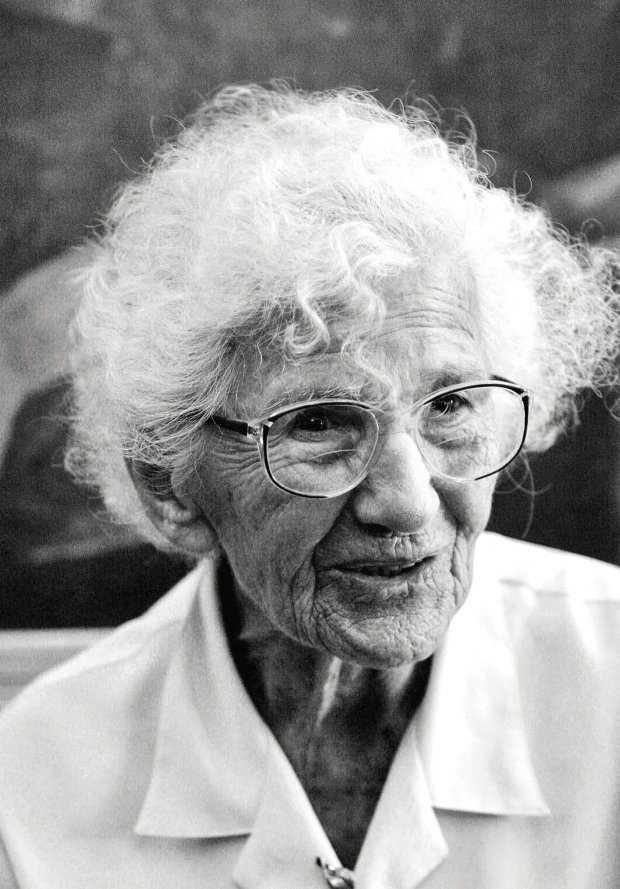
Wanda Błeńska

- Zygmunt Bauman – socjolog, filozof, jeden z twórców koncepcji postmodernizmu, urodzony na Jeżycach,
- Wanda Błeńska – misjonarka i lekarka trędowatych oraz Służebnica Boża Kościoła katolickiego, która urodziła się, mieszkała na Jeżycach i została pochowana na Cmentarzu Jeżyckim na Ogrodach[7],
- Kazimiera Iłłakowiczówna – poetka mieszkająca i tworząca na Jeżycach,
- Emilia Krakowska - aktorka mieszkająca w młodości na Jeżycach[8],
- Tadeusz Łomnicki – aktor zmarły na deskach Teatru Nowego w Poznaniu,
- Małgorzata Musierowicz – pisarka, autorka cyklu powieściowego dla młodzieży Jeżycjada[9],
- Peja (właśc. Ryszard Waldemar Andrzejewski) – raper, autor tekstów i producent muzyczny oraz przedsiębiorca,
- Zygmunt Warczygłowa – malarz, samouk, zwany Poznańskim Nikiforem, urodzony na Jeżycach,
- Roman Wilhelmi – aktor mieszkający na Jeżycach.

## Adres rady osiedla

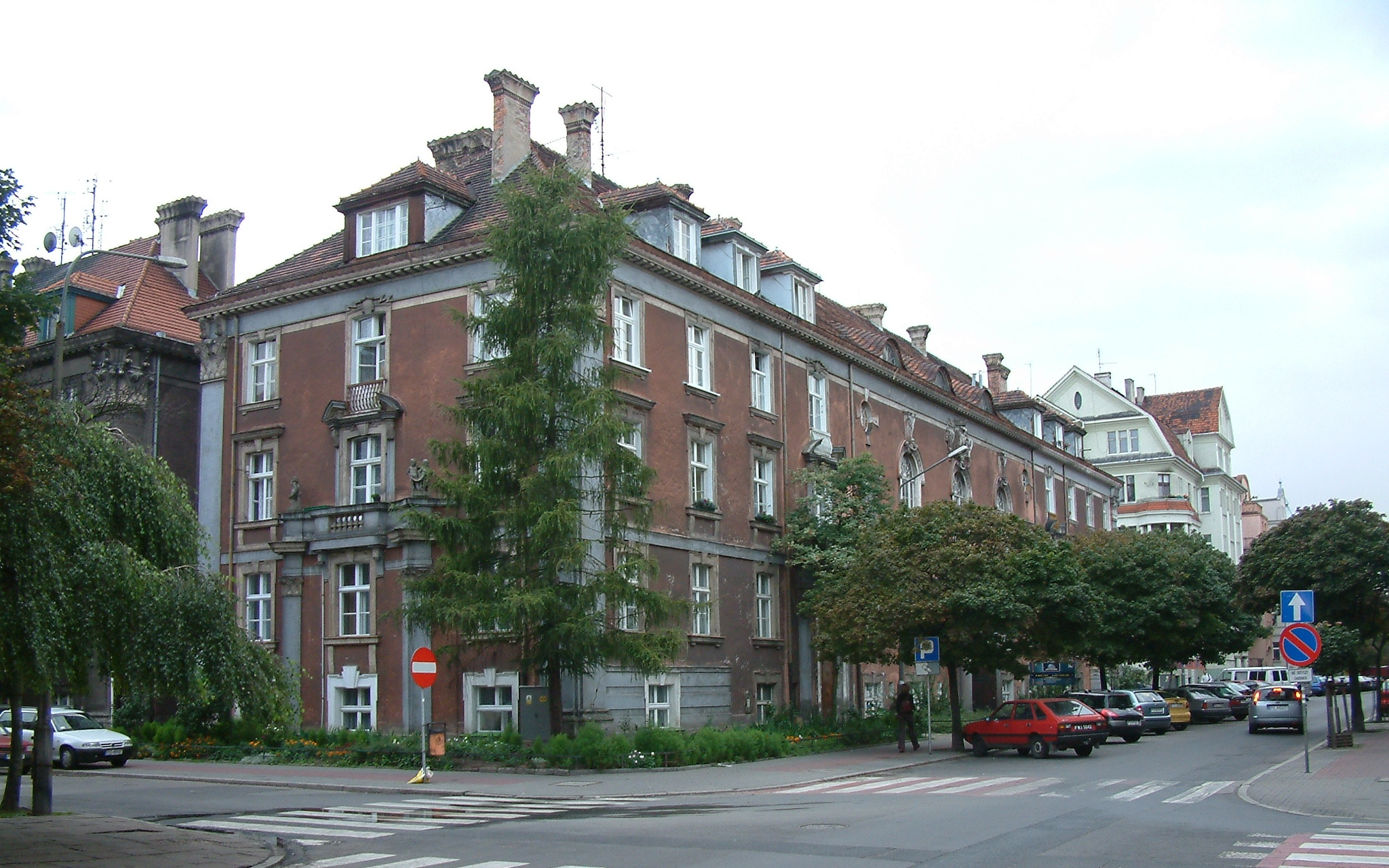
Dom Tramwajarza, siedziba Rady Osiedla Jeżyce

Adres rady osiedla
Dom Tramwajarza, ul. J. Słowackiego 19/21, lok. 3.

## Komunikacja
Osiedle obsługują tramwaje i autobusy MPK Poznań linii 164 oraz linie nocne 216 i 226.